# Gloom (album)
Gloom è il l'album di debutto dei Macabre, pubblicato nel 1989. Esistono diverse versioni di questo disco: la ristampa del 1990 della Vinyl Records conteneva l'ep Grim Reality, la ristampa del 1998 della Decomposed Records conteneva solo i brani originali, invece la seconda ristampa della Decomposed del 2001 includeva di nuovo le canzoni dell'Ep.
L'ultima ristampa, del 2001 e ad opera della Hammerheart Records contiene le tracce live di uno dei primi concerti della band dell'aprile 1986.

## Tracce
1. Embalmer – 1:51
2. Trampled To Death – 1:46
3. Holidays Of Horror – 1:20
4. Fritz Haarmann the Butcher – 1:17
5. Evil Ole Soul – 0:18
6. Harvey Glatman (your soul will forever rot) – 1:27
7. McMassacre (James Huberty) – 0:40
8. David Brom Took An Axe – 1:30
9. Cremator – 1:41
10. Nostradamus – 0:30
11. I Need To Kill – 0:37
12. Ultra Violent – 1:27
13. Rat Man – 2:11
14. Hey Laurie Dann – 1:29
15. Patrick Purdy Killed Five and Wounded Thirty – 0:59
16. Exhumer – 1:25
17. Dr. Holmes (he stripped their bones) – 1:16
18. The Green River Murderer (he's still out there) – 0:22
19. Funeral Home – 2:39
20. Disease – 1:38
21. Natural Disaster – 1:25

### Bonus live
1. What the heck Richard Speck (Eight Nurses You Wrecked) - 2:08
2. Ultra violent - 1:41
3. Funeral Home - 2:53
4. Mr. Albert Fish (was children your favorite dish?) - 2:36
5. Fritz Haarman The Butcher - 1:30
6. Killing Spree - 1:32

## Formazione
- Corporate Death - voce, chitarra
- Nefarious - basso, cori
- Dennis the Menace - batteria